# 자크 티보
자크 티보(Jacques Thibaud, 1880년 9월 27일 ~ 1953년 9월 1일)는 프랑스의 바이올리니스트이다.

## 생애
티보의 아버지는 벨기에의 바이올리니스트 외젠 이자이와 친구였는데 그의 집을 찾아온 이자이는 당시 11세였던 티보가 연주하는 비에냐프스키의 바이올린 협주곡을 듣고 "놀랍군, 자네 아들은 나보다 더 잘하는데." 하고 말했다. 티보는 파리 음악원에서 공부한 후 1896년 동 음악원을 수석으로 졸업했다. 생활비를 벌기 위해 카페에서 바이올린을 켰던 티보는 지위자 에두아르 콜론의 눈에 띄어 그의 그의 관현악단에서 바이올린 연주자로 일하게 되었다. 콜론 관현악단의 콘스터 마스터를 거친 티보는 독주자로 유럽 여러 나라로 연주 여행을 다녔다. 우아한 음색과 아름다운 연주로 20세기 전반의 프랑스의 가장 대표적인 연주가로 일컬어지게 되었다. 그는 솔리스트로서의 활동 외에도 피아니스트 알프레드 코르토 및 첼리스트 카잘스와 함께 3중주단을 조직하여 20세기의 가장 뛰어난 3중주단이란 평을 들었다. 또한 프랑스의 피아니스트 마르그리트 롱과 함께 만든 '롱티보 콩쿠르'는 오늘날까지 권위 있는 콩쿠르로 지속되고 있다. 티보는 1949년 프랑스의 바이올리니스트 자네트 느뵈가 비행기 사고로 죽었다는 말을 듣고 자신도 느뵈와 같은 최후를 맞았으면 좋겠다고 중얼거렸다. 그로부터 4년 뒤인 1953년 9월 1일 티보는 일본으로 연주 여행을 가던 도중 비행기 추락 사고로 사망했다. 그가 애용하던 1720년제 스트라디바리우스도 사고로 부서졌다.